# Jean-Baptiste Régis
Jean-Baptiste Régis (* 11. Juni 1663 oder 29. Januar 1664 in Istres, Département Bouches-du-Rhône, Frankreich; † 24. November 1738 in Peking) war ein französischer Jesuit und in China tätiger Missionar. Er war maßgeblich an der ersten Kartierung Chinas beteiligt.

## Leben und Wirken
Jean-Baptiste Régis wurde am 13. September 1679 oder am 14. September 1683 in die Societas Jesu aufgenommen. 1698 reiste er zu der chinesischen Mission, in der er vierzig Jahre im Dienst der Wissenschaft und des katholischen Glaubens tätig war.
Da es in Europa bis zum Ende des 16. Jahrhunderts praktisch keinerlei geographische Kenntnisse über China gab, hatten die frühen jesuitischen Missionare sich bereits um Abhilfe bemüht. Die ihnen zugänglichen Informationen aus chinesischen geographischen Beschreibungen, Entfernungsangaben und sogar einfachen Karten wurden von Pater Martino Martini mit eigenen astronomischen Beobachtungen ergänzt und im Novus Atlas Sinensis zusammengefasst, der 1655 in Amsterdam als Teil des Atlas Maior veröffentlicht wurde.
Die guten Beziehungen der Jesuiten zu dem chinesischen Kaiser Kangxi (1654–1722) ermöglichten ihnen weitere Ergänzungen. Pater Ferdinand Verbiest sammelte erste Eindrücke von der Tatarei als Begleiter des Kaisers bei zwei Reisen in die Mongolei (1682–83). Die von König Ludwig XIV. 1687 entsandten französischen Jesuiten gaben den geographischen Arbeiten neuen Auftrieb. Die neuen Missionare waren mit verbesserten Instrumenten ausgestattet und vom Pariser Observatorium in der astronomischen Ortsbestimmung ausgebildet worden, so dass sie die bisherigen Ortsangaben präzisieren und ihre Beobachtungen der Académie des sciences in Paris übermitteln konnten. Pater Jean-François Gerbillon konnte bei acht Reisen in die Mongolei (1688–98) weitere geographische Informationen sammeln.
Im Jahre 1701 begannen die Patres Jean-Baptiste Régis, Antoine Thomas, Joachim Bouvet (1656–1730) und Dominique Parennin mit den Arbeiten für die Kartierung des chinesischen Reiches, zunächst mit einem Plan von Peking und Umgebung einschließlich der kaiserlichen Sommerresidenzen sowie Plänen von rund 1700 Städten und Dörfern. Kaiser Kangxi war zufrieden mit der Arbeit und stimmte daraufhin der Anfertigung einer Karte der Großen Mauer zu. Die Patres Régis, Bouvet und Pierre Jartoux begannen am 8. Juni 1708 am Golf von Bohai mit der Arbeit, bei der sie Längen und Richtungen mit Hilfe von Leinen und einem Kompass bestimmten und regelmäßig den Stand der mittäglichen Sonne notierten. Nach zwei Monaten zog sich der erkrankte Bouvet nach Peking zurück, Régis und Jartoux setzten die Arbeiten aber fort, bis sie das Ende der Mauer beim heutigen Jiayuguan erreicht und einen inneren Abschnitt bis zum heutigen Xining ausgemessen hatten. Sie kehrten am 10. Januar 1709 nach Peking zurück.

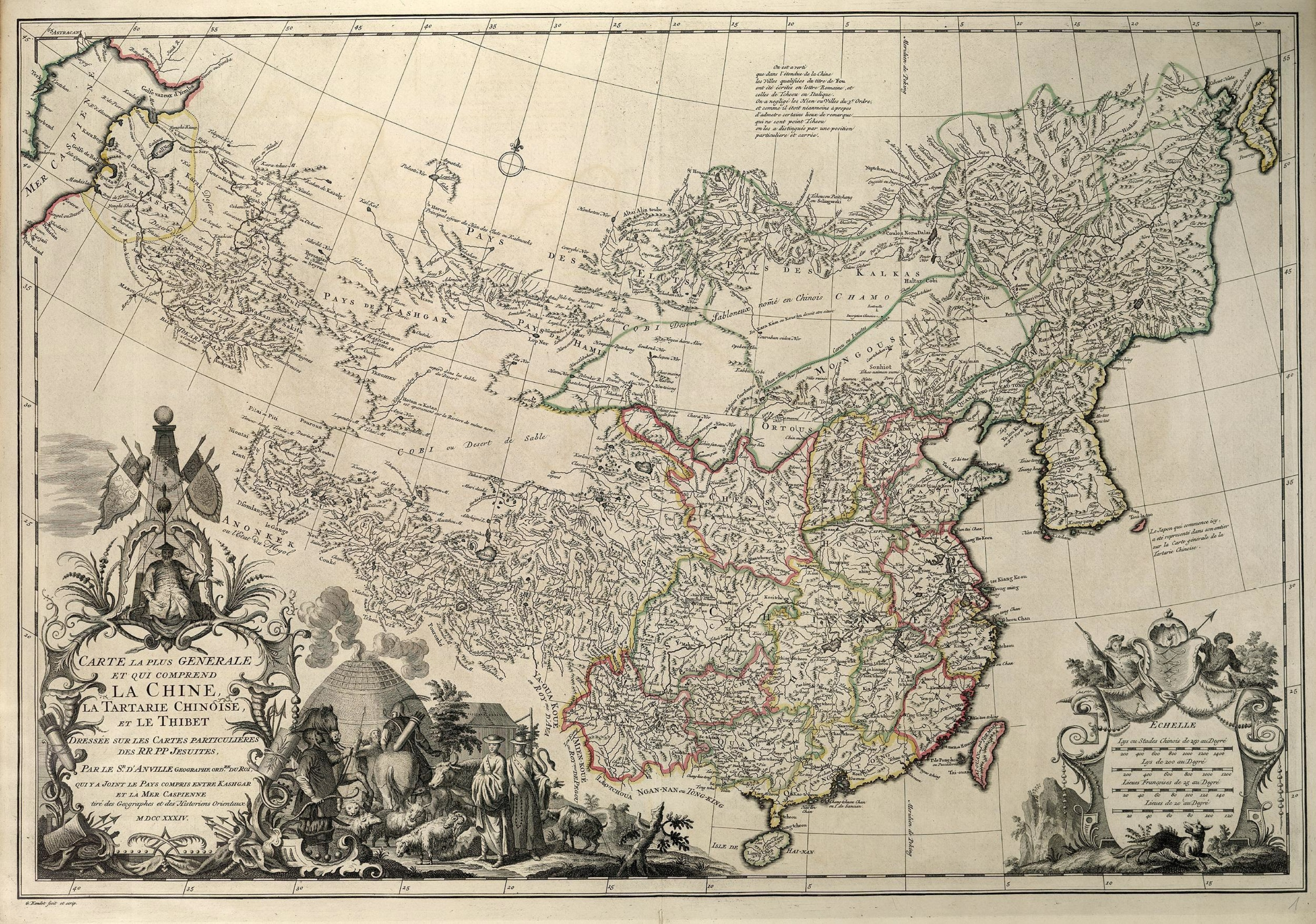
Große Karte Chinas, von d’Anville gemäß den Vorlagen der jesuitischen Patres 1734 erstellt.

Der Kaiser bat daraufhin, die Arbeiten auf ganz China auszudehnen. Régis, Jartoux und Ernbert Fridelli sowie Francis Cardoso, Guillaume Bonjour, Vincent du Tartre, Joseph-Anne-Marie de Moyriac de Mailla und Roman Hinderer bereisten in wechselnd zusammengesetzten Gruppen ab Ende 1709 das Land bis zum Baikalsee am einen und Formosa am anderen Ende. Für die Kartierung von Tibet sollen die Jesuiten mit Zustimmung des Kaisers zwei Lamas ausgebildet haben, die in dem unzugänglichen Land die Reise von Xining nach Lhasa und weiter in Richtung der Quelle des Ganges unternehmen und entsprechende Beobachtungen notieren konnten. Nach zehn Jahren waren die Arbeiten am 1. Januar 1717 abgeschlossen und ganz China in einer Serie von Karten dargestellt.
Kopien dieser Karten wurden nach Paris gebracht, wo sie von Jean-Baptiste Bourguignon d’Anville unter dem Datum 1734 zu einer großen Karte von China verarbeitet wurden, die von Jean-Baptiste Du Halde in seinem monumentalen Werk Description de la Chine et de la Tartarie chinoise 1735 veröffentlicht wurden.

## Bedeutung
Die von Jean-Baptiste Régis und den mit ihm zusammenarbeitenden Patres geschaffenen Karten von China waren die ersten zusammenhängenden und weitgehend zuverlässigen Karten Chinas. Sie galten lange als grundlegendes Kartenwerk Chinas überhaupt. Für Tibet waren sie bis zum Ende des 19. Jahrhunderts das einzige Kartenwerk.